# 997
Cette page concerne l'année 997  du calendrier julien. Pour l'année 997 av. J.-C., voir 997 av. J.-C. Pour le nombre 997, voir 997 (nombre).
L'année 997 est une année commune qui commence un vendredi.

## Événements

### Asie
- 8 mai : début du règne de l'empereur Song Zhenzong[1]

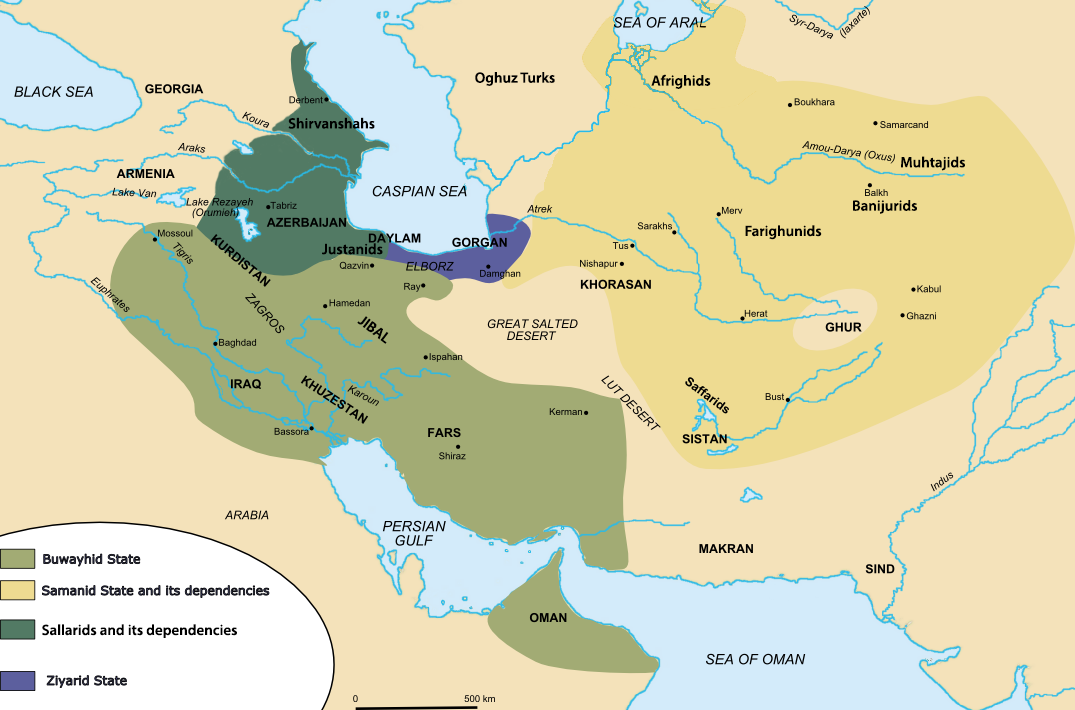
Situation des potentats en Iran au passage de l'an 1000.

- 16 juillet : mort de l'émir samanide Nuh II. Son fils Mansur II lui succède[2].
- Août : mort du Ghaznévide Subuktigîn, sultan de Ghazni, en Afghanistan actuel. Son fils Mahmûd s'oppose au partage prévu et élimine son frère Ismaïl (fin de règne en 1030)[2]. Il s’affranchit de la tutelle des Samanides (999) puis entreprend des raids fructueux contre le Khorasan, l’Irak et surtout la vallée du Gange et le Pendjab.
- Mokjong devient roi de Koryŏ (Corée)[3].

- Réorganisation administrative centralisatrice en Chine : l'empereur Song Taizong fait regrouper les préfectures en quinze unités administratives afin que finances, justice et défense ne dépendent plus uniquement des découpages territoriaux. Un corps d'intendants est chargé de vérifier la gestion des préfets dans les provinces[4].

### Europe
- 1er février : début du règne d'Étienne Ier, duc puis roi de Hongrie (1000)[5]. Il a épousé en 995/996 la fille du duc Henri de Bavière, Gisèle. Il fait adopter le christianisme par les Hongrois.

- 23 avril : Adalbert de Prague (Slavnik) est assassiné par un prêtre païen durant les premières tentatives de conversion des vieux-prussiens[6]. Il sera canonisé deux ans plus tard. Première mention de Gdańsk (Dantzig) dans la Vie de Saint Adalbert à cette occasion[7].

- Mai :
  - Le pape Grégoire V se heurte à la faction romaine de Crescentius qui suscite l’antipape Jean XVI (997-998)[8]. Grégoire V convoque le concile de Pavie, qui excommunie Crescentius et Jean XVI. Arnoul est rétabli sur le siège de Reims[9].
  - Gerbert d'Aurillac renonce à l'archevêché de Reims et se rend auprès d'Otton III qui le nomme archevêque de Ravenne[10].

- 3 juillet : le vizir al-Mansur quitte Cordoue pour un raid en Galice[11].

- 10 août : Saint-Jacques-de-Compostelle est détruite par les musulmans sous la conduite d'al-Mansur. Les prisonniers chrétiens portent sur leurs épaules la cloche de Saint-Jacques-de-Compostelle jusqu'à Cordoue[11].
- Août : Otton III intervient contre les Slaves (Stodoranes) sur la Havel, dans le margraviat de Brandebourg, jusqu'au 20 ; il part en novembre pour l'Italie, mais les combats continuent jusqu'à la fin de l'année[12].
- 13 novembre : l'abbaye de Fleury reçoit un privilège d'exemption du pape Grégoire V[13].

- Guerre civile en Croatie entre les trois fils du roi Étienne Drjislav à sa mort[14].
- Le tsar bulgare Samuel Ier occupe la Dioclée et fait prisonnier son prince Jovan Vladimir, qui épouse la fille de Samuel, Kosara[15].
- Révolte lombarde de Smaragdus, allié aux Sarrasins contre les Byzantins en Italie du Sud (fin en 1000)[16].
- Répression de la révolte paysanne en Normandie par Raoul d'Ivry[17].
- Les Danois ravagent systématiquement le Wessex de 997 à 999[18].
- Le port de Trondheim est fondé en Norvège[19].
- Cession possible du comté de Verdun par le comte Frédéric à l'évêque Haymon, confirmée par Othon III, à l'origine de la Principauté épiscopale de Verdun[20].